# Шинель (повесть)
«Шине́ль» — одна из петербургских повестей Николая Гоголя. Увидела свет в 3-м томе собрания сочинений Гоголя, отпечатанного на исходе 1842 года и поступившего в продажу в последней декаде января 1843 года.

## Сюжет
В намеренно косноязычной сказовой манере, перебиваемой патетическими монологами, автор повествует о жизни так называемого «маленького человека».
Главный герой повести — Акакий Акакиевич Башмачкин, бедный титулярный советник из Петербурга. Он ревностно выполнял свои обязанности, очень любил ручное переписывание бумаг, но в общем роль его в департаменте была крайне незначительна, из-за чего над ним нередко подшучивали молодые чиновники. Жалование его составляло 400 рублей в год.
С полным каламбуров зачином повести контрастирует знаменитое «гуманное место», когда за «проникающими словами» Акакия Акакиевича: «Оставьте меня, зачем вы меня обижаете?» — слышатся другие слова: «Я брат твой».
Однажды Акакий Акакиевич заметил, что его старенькая шинель совсем пришла в негодность. Он отнёс её к портному Петровичу, чтобы тот залатал её, однако последний отказался чинить шинель, сказав, что надо шить новую.
Акакий Акакиевич уменьшил расходы: по вечерам прекратил пить чай, старался ходить на цыпочках, чтобы не истёрлись ботинки, реже отдавал прачке бельё в стирку, а дома, чтобы не изнашивать одежду, носил только халат.
Когда премия к празднику оказалась больше ожидаемого, титулярный советник вместе с портным отправился покупать материал для новой шинели.
И вот однажды морозным утром Акакий Акакиевич вошёл в департамент в новой шинели. Все принялись хвалить и поздравлять его, а вечером его пригласили на именины к помощнику столоначальника. Акакий Акакиевич был в прекрасном расположении духа. Ближе к полуночи он возвращался домой, когда к нему вдруг со словами «А шинель-то моя!» подошли какие-то люди с усами и сняли шинель с плеч.
Хозяйка квартиры посоветовала Акакию Акакиевичу обратиться к частному приставу. На следующий день Акакий Акакиевич отправился к частному приставу, но безуспешно. Он явился в департамент в старой шинели. Многим стало жаль его, и чиновники собрали для Акакия Акакиевича сумму, которая, однако, оказалась совсем мала. Тогда чиновники посоветовали ему обратиться за помощью к значительному лицу. Однако значительное лицо накричал на Акакия Акакиевича, да так, что тот «вышел на улицу, ничего не помня».
В Петербурге в то время было ветрено, морозно, а шинель была старая, и, вернувшись домой, Акакий Акакиевич слёг в постель. Поправиться он уже не смог и через несколько дней умер в бреду.
С тех пор у Калинкина моста стал появляться призрак «в виде чиновника», стаскивавший с прохожих шинели, шубы, пальто. Кто‑то узнал в мертвеце Акакия Акакиевича. Не было никакой возможности угомонить мертвеца. Однажды через эти места проезжало значительное лицо. Мертвец с криком «Твоей-то шинели мне и нужно!» сорвал и с его плеч шинель, после чего исчез и более уже не появлялся.

## Работа над произведением
По воспоминаниям П. В. Анненкова, повесть родилась из «канцелярского анекдота» о бедном чиновнике, потерявшем своё ружьё, на которое он долго и упорно копил деньги. Все смеялись анекдоту, основанному на истинном происшествии, один Гоголь выслушал его задумчиво и повесил голову. Анекдот был рассказан в 1834 году, над «повестью о чиновнике, крадущем шинели» Гоголь начал работу в 1839 году, закончил в 1842 году. Отрывок из первой редакции, гораздо более юмористической, чем окончательная, был продиктован М. П. Погодину в Мариенбаде в июле-августе этого года. Погодинская рукопись с правками Гоголя хранится в Российской государственной библиотеке.
В продолжение последующих полутора лет, проведённых в Вене и Риме, Гоголь ещё трижды брался за повесть, но довести её до конца смог только весной 1841 года, и то под давлением Погодина. Одновременно он работал над текстом об Италии, совершенно отличным по стилистике и настроению. Во второй редакции главный герой получил имя «Акакий Акакиевич Тишкевич», которое вскоре было изменено на «Башмакевич». В третьей редакции комическая интонация стала уступать место сентиментально-патетической.
Поскольку беловая рукопись повести не сохранилась, литературоведам сложно определить, подверглась ли повесть какой-то цензурной переработке в преддверии публикации. По сведениям Н. Я. Прокоповича, цензор А. В. Никитенко «хотя не коснулся ничего существенного, но вычеркнул некоторые весьма интересные места».

## Реакция
После выхода 3-го тома собрания сочинений повесть не вызвала развёрнутых критических отзывов и при жизни Гоголя больше не переиздавалась. Произведение воспринималось в ряду других комических и сентиментальных повестей о бедствующих чиновниках, которых довольно много появлялось в конце 1830-х годов. Тем не менее образ забитого маленького человека, бунтующего против системы, оказал несомненное влияние на натуральную школу сороковых годов. В 1847 году Аполлон Григорьев писал:
В образе Акакия Акакиевича поэт начертал последнюю грань обмеленья божьего создания до той степени, что вещь, и вещь самая ничтожная, становится для человека источником беспредельной радости и уничтожающего горя, до того, что шинель делается трагическим fatum в жизни существа, созданного по образу и подобию Вечного.
Гуманизация мелких, на первый взгляд, забот бедных чиновников получила развитие в первых произведениях Достоевского, таких, как «Бедные люди» (1845) и «Двойник» (1846). Часто приписываемая Достоевскому фраза «Все мы вышли из гоголевской шинели» (о русских писателях-реалистах) на самом деле восходит к статье Эжена Мельхиора де Вогю 1885 года в Revue des Deux Mondes и в переводе с французского звучит так: "«Все мы вышли из гоголевской „Шинели“», — справедливо говорят русские писатели, но Достоевский иронию своего учителя заменил сильным чувством, заражающим читателя", — то есть является не цитатой самого Достоевского, а собирательной репликой русских писателей-реалистов, к которым Достоевский также принадлежал.

## Анализ
Большое влияние на складывание школы формализма и нарратологии в целом оказала статья Б. М. Эйхенбаума «Как сделана „Шинель“ Гоголя» (1918). Новаторство повести исследователь увидел в том, что «рассказчик так или иначе выдвигает себя на первый план, как бы только пользуясь сюжетом для сплетения отдельных стилистических приемов».
Эта сказовая манера позволяет проследить изменение отношения рассказчика к Акакию Акакиевичу по ходу рассказа. Как отмечает Д. Мирский, «Акакий Акакиевич изображён как жалкая личность, смиренная и неполноценная, и рассказ проходит через всю гамму отношений к нему — от простой насмешки до пронзительной жалости».
Советский литературовед И. В. Сергиевский видит в повести критику бюрократической общественной системы, основанной на торжестве равнодушия и жестокости, казёнщины и безразличия к человеку, где класс чиновника в табели о рангах в большей степени предопределяет отношение к нему окружающих, чем его личные качества. Чем выше чин должностного лица(будочник, частный пристав, значительное лицо), к которому обращается пострадавший Акакий Акакиевич, тем жестокосерднее оно обращается с ним.
Выход из этого противоречия был найден следующий — «Шинель» стала толковаться как пародия на романтическую повесть, где «место трансцендентального стремления к высокой художественной цели занимала вечная идея будущей шинели на толстой вате»:

Трансцендентальное стремление редуцировалось до элементарной потребности, но потребности жизненно важной, не избыточной, насущно необходимой, неотъемлемой в бедной бесприютной жизни Акакия Акакиевича и притом терпящей такое же неотвратимое крушение, какое претерпевали мечтания художника или композитора.— Ю. В. Манн
Если в России за увлечением социальным анализом от критиков ускользала мистическая составляющая повести, то на Западе наоборот — повесть рассматривалась в контексте гофмановской традиции, где мечта неизменно разбивается о действительность. Соответственно, тем или иным сюжетным ситуациям «Шинели» подыскивали соответствия в новеллах Гофмана.

## Религиозная трактовка
Об ограниченности социальной трактовки повести Дмитрий Чижевский в статье «О повести Гоголя „Шинель“» в 1938 году писал:
(от повести) надо ждать попытки разрешения сложных психологических вопросов, а не простого повторения аксиом ("я брат твой") и избитых истин ("и крестьянки, то бишь бедные чиновники, чувствовать умеют")
Поэт и критик Аполлон Григорьев видел в повести и сильный религиозный аспект, которым явно пренебрегали, или, за увлечением социальными проблемами, просто не могли увидеть критики вроде Белинского. Борис Зайцев писал:
(дьявол) напустил тумана в глаза и навел марево … на людей, казалось бы, обязанных Гоголя понять
При религиозной трактовке, повесть, прежде всего, не история бедного чиновника, а притча, адресованная читателю. Это история искушения, затем одержимости смиренного, убогого и лишенного тщеславия Башмачкина с его простыми радостями неким новым предметом, страстью, идолом, сначала лишивших человека его радостей, а затем погубивших его. Авторская ирония по отношению к Башмачкину и предмету его страсти оказывается литературным приёмом, взглядом глазами читателя. Николаевская Россия, Петербург и чиновничье сообщество с его пороками и поверхностным, чисто бытовым христианством выступает здесь лишь подходящим фоном для истории духовного тупика. Герой, по своему изначальному поведению показанный едва ли не безгрешным аскетом, подвергается искушению, причем по обыкновенному бытовому поводу, и погибает духовно и физически.
На момент написания повести Гоголь — фанатично религиозный человек, глубоко погруженный в духовную литературу, в том числе монашескую и греческую. Сомнительно, чтобы его религиозность не нашла никакого отражения в повести. Имя «Акакий» — говорящее, имеющее смысл «беззлобный» или «невинный». Вероятно, что имя «Акакий» взято автором из «Лествицы» Иоанна Лествичника, где смиренный подвижник Акакий Синайский терпит унижение и побои от наставника, умирает, но и после смерти выказывает послушание своему наставнику. Портной Петрович выступает бесом-искусителем, причем применительно к нему автор многократно использует в тексте слово «чорт», давая понять роль портного в истории падения Башмачкина.

## Превращение
Владимир Набоков, относивший «Шинель» к произведениям о превращении главного героя, проводил параллель между повестью Гоголя, где из ничтожной оболочки забитого чиновника вырывается громадное могущественное привидение, и «Превращением» Кафки. Человечность главного героя обеих повестей отделяет его от толпы окружающих — гротескных и бессердечных. В своих фантазиях оба протагониста вырываются из этого мира марионеток, сбрасывают навязанную личину, преодолевают границы панциря.
Пространственные искажения начинаются, когда Башмачкин со страхом вступает на пустынную площадь. Шинель у него отбирают люди исполинского роста с усами, которым присущи «громовые голоса» и «кулак величиною в чиновничью голову». Лишившись своего панциря-шинели, главный герой мутирует в одного из этих потусторонних исполинов: после смерти его привидение становится «гораздо выше ростом», «носит преогромные усы» и грозит «кулаком, какого и у живых не найдёшь». Как и другие таинственные усачи, новоявленное привидение промышляет сдёргиванием шинелей.

## Адаптации
- В 1951 году Марсель Марсо поставил пантомиму на сюжет «Шинели».
- Балет «Шинель», над которым перед смертью (1973) работал Г. Г. Окунев.
- Пьеса «Башмачкин» Олега Богаева
- Балет «Шинель», композитор Иван Кушнир, либретто Максима Диденко
- Пластический спектакль «Сны маленького человека», поставил Анатолий Малофеев на сюжет «Шинели», театр «Преображение» (Нижний Новгород)
- Спектакль «Шинель» Архивная копия от 2 февраля 2021 на Wayback Machine, поставила режиссёр Татьяна Стибунова, Прокопьевский драматический театр

Экранизации
| Год   | Страна             | Название                               | Режиссёр                           | В главной роли    | Примечание |
| ----- | ------------------ | -------------------------------------- | ---------------------------------- | ----------------- | --- |
| 1926  | СССР               | Шинель                                 | Григорий Козинцев, Леонид Трауберг | Андрей Костричкин | Чёрно-белый немой фильм, в основе сюжета которого две повести Гоголя: «Невский проспект» и «Шинель».                                                                  |
| 1952  | Италия             | Il Cappotto / Шинель                   | Альберто Латтуада                  | Ренато Рашель     | Вольная экранизация повести. Место действия — Северная Италия. |
| 1954  | Великобритания США | The Awakening / Пробуждение            | Майкл Маккарти                     | Бастер Китон      | Короткометражный телефильм, адаптация повести со значительными изменениями сюжета.                                                                                    |
| 1956  | Великобритания     | The Bespoke Overcoat / Пальто на заказ | Джек Клейтон                       | Альфи Басс        | Действие перенесено в лондонский Ист-Энд. |
| 1959  | СССР               | Шинель                                 | Алексей Баталов                    | Ролан Быков       | |
| 1981— | СССР → · Россия    | Шинель                                 | Юрий Норштейн                      |                   | С 1981 года Юрий Норштейн работает над мультипликационной экранизацией произведения по сценарию Л. Петрушевской. Промежуточный результат был обнародован в 2004 году. |
| 2018  | Ирландия, Эстония  | The Overcoat                           | Мелис Арулепп, Шон Маллен          | Киллиан Мерфи     | Рождественский анимационный спешиал, адаптированный сценаристом Хью О'Конором.                                                                                        |